# باك كونورس
باك كونورس (بالإنجليزية: Buck Connors)‏ مواليد 22 نوفمبر 1880 في سترتور، إلينوي، الولايات المتحدة - الوفاة 4 فبراير 1947 في كورتسايت، الولايات المتحدة، هو ممثل أمريكي بدأ مسيرته الفنية سنة 1912. ظهر في قرابة 85 فيلما. امتدت مسيرته الفنية لأكثر من 29 عاما. من أعماله أكشن.

## روابط خارجية
- باك كونورس على موقع IMDb (الإنجليزية)
- باك كونورس على موقع قاعدة بيانات الفيلم (الإنجليزية)